# حاجی‌آباد کلون
حاجی‌آباد کلون، روستایی در دهستان جویم بخش مرکزی شهرستان جویم در استان فارس ایران است.

## جمعیت
بر پایه سرشماری عمومی نفوس و مسکن در سال ۱۳۹۵، جمعیت این روستا برابر با ۶ نفر (۴ خانوار) بوده‌است.